# Violet (minialbum)
Violet – drugi japoński minialbum południowokoreańskiej grupy Pentagon, wydany 17 stycznia 2018 roku przez Cube Entertainment Japan. Album zawiera japońskojęzyczne wersje ich poprzednich piosenek, tytułowy utwór „Violet” z Demo_02 i „Beautiful” z Ceremony oraz cztery nowe utwory.

## Lista utworów
| CD | CD                             | CD                                      | CD                         | CD                 | CD      |
| Nr | Tytuł utworu                   | Tekst                                   | Kompozycja                 | Aranżacja          | Długość |
| -- | ------------------------------ | --------------------------------------- | -------------------------- | ------------------ | ------- |
| 1. | „Wake Up”                      | Giz'Mo                                  | Masaki Iehara, Giz'Mo      | Masaki Iehara      | 3:18    |
| 2. | „Burnin' Love”                 | Yu Shimoji, Giz'Mo                      | ArmySlick, Giz'Mo          | ArmySlick          | 3:36    |
| 3. | „Violet (Japanese version)”    | Kino, E'Dawn, Yuto, Wooseok, Yu Shimoji | Kino, Nathan               | Nathan             | 3:55    |
| 4. | „Beautiful (Japanese version)” | Jung Il-hoon, IL, Risa Horie            | Jung Il-hoon, IL           | Jung Il-hoon, IL   | 3:43    |
| 5. | „Love”                         | Yu-ki Kokubo                            | Kohei Yokono, Yu-ki Kokubo | Kohei Yokono       | 4:17    |
| 6. | „Up! Up! Up!”                  | Samuelle Soung                          | Donna, Ricky, CuzD         | Donna, Ricky, CuzD | 3:56    |

## Notowania
| Lista                    | Pozycja |
| ------------------------ | ------- |
| Japanese Albums (Oricon) | 4       |

## Sprzedaż
| Kraj    | Sprzedaż |
| ------- | -------- |
| Japonia | 21 918+  |